# Albańska Golgota
Albańska Golgota (serb. Албанска голгота, Albanska golgota, także Wielki Odwrót) – zorganizowany odwrót Królewskiej Armii Serbskiej przez góry Czarnogóry i Albanii zimą 1915/1916 podczas I wojny światowej.
Pod koniec października 1915 roku Cesarstwo Niemieckie, Austro-Węgry i Bułgaria rozpoczęły połączoną wielką ofensywę pod niemieckim dowództwem przeciwko Serbii. Na początku tego samego miesiąca Francja i Wielka Brytania wysadziły w Salonikach cztery dywizje, odpowiednio pod dowództwem generałów Maurice’a Sarraila i Byrona Mahona, aby pomóc swemu serbskiemu sojusznikowi, który był przytłoczony liczebnie przez najeźdźców i otoczony z trzech stron przez państwa-agresorów. Serbowie toczyli ciężkie walki odwrotowe, cofając się na południe z planem przedostania się do Macedonii, aby tam połączyć się z siłami aliantów. Po odstąpieniu Greków Bułgarzy zatrzymali francusko-brytyjskich interwentów w dolinie Wardaru, a Serbowie zostali rozgromieni na Kosowym Polu przez połączone siły austro-węgierskie, niemieckie i bułgarskie.
Aby ocalić pozostałe wojska z okrążenia i unicestwienia, 23 listopada 1915 roku rząd i naczelne dowództwo serbskie podjęli wspólną decyzję o wycofaniu się przez góry Czarnogóry i Albanii. Celem operacji było dotarcie do wybrzeża Adriatyku, gdzie przy pomocy aliantów przetrzebiona armia serbska miała zostać zreorganizowana i ponownie wyposażona. Serbowie wycofywali się przez góry w trzech kolumnach; odwrót obejmował resztki armii, króla, setki tysięcy uchodźców cywilnych oraz wziętych na początku wojny austriackich jeńców wojennych. Między listopadem 1915 a styczniem 1916 roku podczas trudnej, zimowej drogi przez góry 77 455 żołnierzy i 160 000 cywilów zmarło z wyziębienia, umarło z głodu, chorób lub zginęło w wyniku ostrzału ze strony wroga. Austriaccy piloci wykorzystali nową wówczas technologię, zrzucając bomby na wycofujące się kolumny, dokonując pierwszego udokumentowanego bombardowania ludności cywilnej z powietrza.
Spośród 400 000 osób, które wyruszyły na Albańską Golgotę, jedynie 120 000 żołnierzy i 60 000 cywilów dotarło do wybrzeża Adriatyku, aby ewakuować się statkami alianckimi na grecką wyspę Korfu, gdzie formował się serbski rząd na uchodźstwie, na którego czele stanął książę-regent Aleksander i Nikola Pašić. Kolejnych 11 000 Serbów zmarło później z powodu chorób, niedożywienia lub stresu powstałego podczas odwrotu. W niektórych źródłach opublikowanych po wojnie wydarzenie to określano jako „najtragiczniejszy epizod Wielkiej Wojny”.